# انگین آلتان دوزیاتان
انگین آلتان دوزیاتان (ترکی استانبولی: Engin Altan Düzyatan؛ زادهٔ ۲۶ ژوئیهٔ ۱۹۷۹) هنرپیشه اهل ترکیه است. وی از سال ۱۹۹۷ میلادی تاکنون مشغول فعالیت بوده‌است.
هم‌چنین از سال ۲۰۱۶تا2019در مجموعه تلویزیونی قیام ارطغرل که از شبکه تلویزیونی تی‌آرتی ۱(TRT 1) ترکیه پخش می‌شد، با ایفای نقش اول این فیلم، ارطغرل بن سلیمان‌شاه حضور داشت.
او بعدا در سال 2021 با حضور در فیلم Barbaroslar در نقش اوروچ رئیس توانست شهرت حرفه بازیگری خود را افزایش دهد